# Helga Diekhoff
Helga Diekhoff Graf (Kiel, 2 de junio de 1940 – Madrid, 21 de abril de 2007) conocida como Helga Soto, fue una especialista en comunicación, política, militante socialista y feminista española de origen alemán especialmente conocida por su trabajo como asesora de prensa y comunicación en el  Partido Socialista Obrero Español (PSOE) en la clandestinidad a mediados de los años 70 durante los últimos años del franquismo y durante la transición española. Fue además nexo fundamental en este periodo en la comunicación entre el PSOE y la socialdemocracia alemana.

## Trayectoria
Nacida en Kiel, Alemana, cursó estudios de español en su país y en 1961 llegó a Santander para completar su dominio del idioma. Sobrevivió inicialmente con traducciones y clases particulares de alemán. Conoció entonces al que sería su marido Jorge Soto miembro de la Agrupación Socialista Universitaria de Madrid.
Ingresó en el PSOE con un grupo de amigos tras el Congreso de Suresnes en 1974 todavía en la época de la clandestinidad. Su carné de militante era el número 139.  
Tras el nombramiento de Adolfo Suárez como jefe de Gobierno, el PSOE nombró a Soto como jefa de prensa, fichada según el periodista Joaquín Prieto especialmente conocedor de los entresijos socialistas de la época por Alfonso Guerra. Ocupó sucesivamente los cargos de asesora de comunicación, Jefa de Prensa del Primer Secretario y Jefa del Gabinete de Prensa. Ella logró dar la impresión de que contaba con medios impresionantes para hacer creíble a un partido en realidad minúsculo explicó Prieto años más tarde.
Desde entonces hasta la victoria electoral del PSOE en 1982 se mantuvo al frente de las relaciones con los medios de comunicación sin embargo Felipe González no la llevó a La Moncloa. Se incorporó al equipo de asesores del Ministerio de Exteriores primero con Fernando Morán y posteriormente con Francisco Fernández Ordóñez.
En 1986 fue responsable de coordinar la campaña del referéndum sobre la permanencia de España en la OTAN en los medios de comunicación. Tras el referéndum pasó a ser jefa de prensa del Ministerio de Trabajo con Manuel Chaves.
En agosto de 1987 fue nombrada portavoz de la embajada española en Washington cargo que desempeñó hasta octubre de 1992. 

### Activismo feminista
Militante socialista y feminista, según el investigador Francisco Arriero Ranz a finales de los 60 y principios de los 70 formó parte del Movimiento Democrático de Mujeres junto a otras mujeres de procedencia socialista como Carlota Bustelo o Graciela Uñá. También lo confirma la activista feminista Merche Comabella. En 1977 fue responsable de la creación de la Comisión Mujer y Socialismo en el PSOE.
A principios de los 90 tras su regreso a España desde Washington dedicó sus energías en colaborar con el MPDL (Movimiento por la Paz, el Desarme y la Libertad) y con varias plataformas feministas. Tras su jubilación mantuvo su activismo siendo miembro de la Junta Directiva del MPDL, escribiendo en su revista Tiempo de Paz y participando en tertulias feministas.
Colaboró con las agrupaciones socialistas de Moncloa, en Madrid, y Hoyo de Manzanares. 
Murió en Madrid a los 66 años, el 21 de abril de 2007 por una complicación pulmonar después de una intervención vascular.